# Le Retour (film, 2023)
Pour les articles homonymes, voir Le Retour.
Pour plus de détails, voir Fiche technique et Distribution.
Le Retour est un film français réalisé par Catherine Corsini, sorti en 2023.
Le film est présenté en sélection officielle au festival de Cannes 2023.

## Synopsis
Khédidja travaille pour une famille parisienne aisée qui lui propose de s’occuper des enfants le temps d’un été en Corse. L’opportunité pour elle de retourner avec ses filles, Jessica et Farah, sur cette île qu’elles ont quittée quinze ans plus tôt dans des circonstances tragiques.
Alors que Khédidja se débat avec ses souvenirs, les deux adolescentes se laissent aller à toutes les tentations estivales : rencontres inattendues, 400 coups, premières expériences amoureuses. Ce voyage sera l’occasion pour elles de découvrir une partie cachée de leur histoire.

## Fiche technique
- Titre original français : Le Retour
- Titre anglophone international : Homecoming
- Réalisateur : Catherine Corsini
- Scénario : Catherine Corsini, Naïla Guiguet
- Photographie : Jeanne Lapoirie
- Montage : Frédéric Baillehaiche
- Décors : Louise le Bouc Berger
- Maquillage : Teo Del Frate
- Production : Elisabeth Perez
- Société de production : Chaz Productions, France 3 Cinéma, Le Pacte
- Pays de production :  France
- Langue originale : français
- Format : Couleur
- Genre : drame
- Dates de sortie :
  - France : mai 2023 (festival de Cannes), 12 juillet 2023 (en salles)

## Distribution
- Aïssatou Diallo Sagna : Khédidja
- Esther Gohourou : Farah
- Suzy Bemba : Jessica
- Lomane de Dietrich : Gaia
- Denis Podalydès : Marc
- Virginie Ledoyen : Sylvia
- Cédric Appietto : Marc-Andria
- Marie-Ange Géronimi : Michelle
- Harold Orsoni : Orso
- Jean Michelangeli : Jean-Noël
- Estelle Lescure : Estelle

## Production

### Tournage
Le tournage a lieu du 14 septembre au 8 novembre 2022, en période scolaire, en Corse, à proximité de L'Île-Rousse et de Castifao, village d'origine de la famille de Catherine Corsini.

### Polémiques
Le film fait l’objet d’une polémique après deux signalements sur les conditions de travail pendant le tournage, dont une scène à caractère sexuel avec une actrice mineure. Une enquête a été menée par le comité d'hygiène, de sécurité et des conditions de travail.
Quand des mineurs de moins de 15 ans participent à un tournage, le scénario est adressé pour validation au préfet et à la commission des Enfants du spectacle. Or une scène de masturbation, finalement coupée au montage, impliquant une mineure (l'actrice Esther Gohourou), n'était pas présente dans le scénario validé et n'a donc pas été autorisée.
Des « gestes déplacés » de la part de techniciens sur une mineure lors du tournage sont évoqués par des lettres anonymes.
Pour le collectif 50/50, la présence du film au festival de Cannes, alors que le procureur de la République est saisi d'allégations d'agressions sexuelles, « [est] évidemment un signal dévastateur envoyé aux victimes de violences sexistes et sexuelles, et c’est aussi une manière de renforcer les connivences qui règnent dans notre industrie, et qui empêchent la libération apaisée de la parole sur ce sujet crucial. ». Le collectif rappelle l’importance des démarches pour prévenir la violence, comme le poste de coordinateur d'intimité pour structurer les scènes d'ordre sexuelles.
Catherine Corsini et sa productrice Elisabeth Perez réfutent ces informations et évoquent une « rumeur extraordinairement dommageable pour le film ». Elles remercient le festival de Cannes d'avoir pris le temps de contrôler les conditions du tournage pour autoriser la sélection du film.
L’actrice mineure, Esther Gohourou, intervient elle aussi dans un communiqué « pour mettre fin à cette histoire car on a beaucoup parlé à ma place, mais pas moi. » Elle explique que, pour cette scène, « Catherine m’a proposé des doublures et même un coach d’intimité et j’ai refusé. […] Durant la scène, ils nous ont mis complète [sic] à l’aise. […] Certaines personnes ont appelé l’assistante sociale du lycée pour dire des choses qui n’avaient rien à voir avec ce qui s’est passée [sic] donc à elle aussi je lui ai expliqué que tout allait bien, que Harold et moi on avait accepté et que les gens avaient extrapolé la chose. »

### Autour du film
- Si vous ne connaissez pas le sujet, laissez ce bandeau (vous pouvez alors contacter les auteurs).
- Si vous supprimez le contenu mis en cause (vous pouvez préalablement contacter les auteurs),

argumentez précisément cette suppression dans la page de discussion
(un manque de référence n'est pas un argument ; une recherche réelle de référence doit avoir été effectuée, être formellement documentée).
Le film a été co-écrit par Catherine Corsini et Naïla Guiguet, une jeune scénariste de trente-cinq ans, diplômée de la FEMIS. Le scénario se nourrit de leurs deux histoires : le rapport conflictuel à la Corse, territoire complexe où Catherine Corsini a été élevée et où son père, Corse, est décédé et les origines sénégalaises de Naïla avec un personnage principal dans le film qui porte le même nom que sa mère, Khédidja. Le film évoque les questions de l’intégration à un lieu, interrogeant les voies contradictoires que vont suivre deux sœurs face à un même déracinement : l’une va se construire dans la contestation et une relative violence, et l’autre va faire le choix de l’intégration.
Au-delà de la thématique de la confrontation des cultures et des milieux sociaux, le film s’intéresse au deuil et à l’absence qui confrontent et construisent la plupart des personnages du film.

## Distinction

### Sélection
- Festival de Cannes 2023 : sélection officielle, en compétition[3]